# Arséniure de bore
L'arséniure de bore est un composé chimique de formule BAs. Il s'agit d'un solide semi-conducteur de type III-V cristallisant dans le système cubique (structure blende) avec un paramètre cristallin de 477,7 pm et une bande interdite à gap indirect large d'environ 1,5 eV. Sa conductivité thermique est exceptionnellement élevée (plus de 900 W m−1 K−1 à température ordinaire), et jusqu'à 1 300 W m−1 K−1 s'il est ultra-pur, ce qui le rend intéressant dans les systèmes électroniques ou photoniques nécessitant une forte dissipation de chaleur.

## Préparation et propriétés chimiques
L'arséniure de bore peut être obtenu par réaction directe de bore et d'arsenic à 1 200 °C sous forte pression.
L'arséniure de bore cubique BAs se décompose en subarséniure de bore B12As2 à une température supérieure à 920 °C.

## Propriétés physiques

### Conductivité électrique
Lui-même semi-conducteur de type III-V, l'arséniure de bore peut être allié à de l'arséniure de gallium GaAs pour produire des semi-conducteurs ternaires et quaternaires.

### Conductivité thermique
La conductivité thermique des semi-conducteurs et des isolants non magnétiques est contrôlée par la dispersion des phonons (en), et pour l'essentiel par les interactions à trois phonons. Dans les années 1970 on a pensé que seules les substances constituées d'éléments légers fortement liés pourraient avoir une conductivité thermique très élevée. En 2013 des calculs théoriques ont montré qu'un composé associant un élément léger et un élément lourd, comme l'arséniure de bore, pouvait avoir, à température ordinaire ou élevée, une conductivité thermique de l'ordre de 2 000 W m−1 K−1 (donc proche de celles du diamant et du graphite),, estimation ramenée ensuite à 1 400 W m−1 K−1 en tenant compte des interactions à quatre phonons.
La synthèse de cristaux suffisamment gros et pauvres en défauts d'arséniure de bore suffisamment pur est difficile, aussi les premières mesures de conductivité thermique n'ont-elles donné que des valeurs de l'ordre de 200 à 350 W m−1 K−1. En 2018 on a obtenu à température ordinaire 800 et 900 W m−1 K−1 pour deux cristaux entiers, et plus de 1 000 W m−1 K−1 pour quelques zones particulièrement pauvres en défauts cristallins.

## Utilisations
L'arséniure de bore a été proposé pour le développement de cellules photovoltaïques,, mais n'est pas encore utilisé en pratique pour ce type d'application.